# Ковальский, Иван Мартынович
Иван Мартынович Ковальский (укр. Іван Мартинович Ковальський) (1850, с. Соболевка, Гайсинский уезд, Подольская губерния — 2 (14) августа 1878, Одесса) — российский революционер-народник.

## Биография
Сын сельского священника. Родился в 1850 году в селе Соболевке (Гайсинского уезда, Подольской губернии). Воспитывался четыре года в дворянском училище в Черноострове, в Подольской гимназии и в Подольской духовной семинарии. В 1869 году поступил в Новороссийский университет, из которого исключён через полгода за невзнос платы. Поступил корректором в редакцию «Николаевского Вестника»; сотрудничал в «Одесском Вестнике», «Новороссийских Ведомостях» и в «Отечественных Записках».
Участник «хождения в народ». Вёл пропаганду среди сектантов. Арестован 30 сентября 1874 года на станции Доброе за неимение вида на жительство. С октября 1874 года содержался в Николаеве в военно-морской тюрьме; в апреле 1875 года взят на поруки, после чего скрылся. Привлечён к дознанию по делу о пропаганде в империи (дело 193-х) за имение рукописей противоправительственного содержания и вследствие политической неблагонадёжности. По высочайшему повелению 19 февраля 1876 года дело о нём разрешено в административном порядке с вменением в наказание предварительного содержания под стражей и с учреждением особого надзора полиции.

## Кружок Ковальского
В конце 1876 года Ковальский нелегально переехал в Одессу, где жил под фамилией Бончковский. Организовал революционный кружок, в который входили В. С. Иллич-Свитыч, Н. А. Виташевский, В. Д. Кленов, сёстры Елена и Вера Виттен, Л. М. Мержанова, А. В. Афанасьева и др. Кружок собирался на квартире сестёр Виттен на Садовой улице, 13 (дом Каплуновского). Здесь была организована типография, хранилась нелегальная литература, тиражи прокламаций. Разочаровавшись в «чистой» пропаганде, Ковальский ратовал за «пропаганду делом» — вооружённое сопротивление властям, раздачу народу оружия для подготовки восстания.

## Арест, суд и казнь
В результате доноса квартирного хозяина деятельность кружка Ковальского стала известна властям. Вечером 30 января 1878 года, в квартиру на Садовой пришли жандармы. В это время происходило собрание кружка. Ковальский и его товарищи оказали сопротивление при аресте, используя револьвер и кинжал. При задержании было ранено несколько жандармов и полицейских, дворник и двое из сопротивлявшихся (Виташевский и Свитыч).
Были арестованы все члены кружка, находившиеся в квартире на момент ареста: Ковальский, Виташевский, Иллич-Свитыч, Кленов, Афанасьева, Вера Виттен, Мержанова и А. А. Алексеев. Елена Виттен отсутствовала и смогла избежать ареста. Позже арестовали Э. И. Студзинского, который не принадлежал к кружку Ковальского, но был обвинён в попытке организовать побег Ковальского из тюрьмы.
Воспользовавшись тем, что из-за русско-турецкой войны Одесса была объявлена на военном положении, арестованных предали не гражданскому, а военно-окружному суду, применив при этом законы военного времени, карающие смертной казнью за нападение на караул (при этом жандармов, производивших арест, приравняли к караулу). Процесс получил широкий общественный резонанс. Из Петербурга прибыли защитники — известные адвокаты Г. В. Бардовский (защищал Ковальского и Свитыча) и Д. М. Стасов (защищал Виташевского и Кленова).
Дело слушалось в суде с 20 по 24 июля 1878 года. Ковальский, обвинённый в принадлежности к русской социально-революционной партии, в организации противозаконного кружка, в составлении антиправительственных воззваний, в проживании под чужим именем и в вооружённом сопротивлении, был приговорён к смертной казни, Иллич-Свитыч был приговорён к 8 годам каторги, Виташевский, Кленов и Студзинский — к 4 годам, Афанасьева и Вера Виттен — к ссылке в Сибирь, Мержанова приговорена к трём неделям ареста. А. А. Алексеев проходил как свидетель.
Во время оглашения приговора была организована массовая демонстрация участников революционных кружков, радикальной молодёжи, рабочих. На Гулевой улице напротив суда собралась толпа из нескольких тысяч человек. После известия о смертном приговоре Ковальскому произошло столкновение между манифестантами и войсками. Обе стороны применяли огнестрельное оружие, при этом два манифестанта были убиты, со стороны солдат были раненные. Ночью начались аресты, и в течение нескольких недель было арестовано множество одесских радикалов — Д. А. Лизогуб, Г. А. Попко, С. Ф. Чубаров и др.
Ковальский был расстрелян 2 августа 1878 года в Одессе на Скаковом поле.

Его расстрел подтолкнул революционеров к ответным действиям: Степняк-Кравчинский, исполняя теракт-возмездие, заколол кинжалом-стилетом шефа жандармов Николая Мезенцова. О грядущем возмездии революционеров ещё на суде предупреждал защитник Ковальского, выступая против смертного приговора:
— Не забывайте, господа судьи, что эшафот, обагрённый кровью такого преступника, приносит совсем не те плоды, которые от него ожидают пославшие осуждённого на казнь…
Ковальский имел близкие отношения с революционеркой Агафьей Ищенко, её даже считали его невестой.